# Brunkronad sabeltimalia
Brunkronad sabeltimalia (Pomatorhinus phayrei) är en fågelart i familjen timalior inom ordningen tättingar. Den förekommer i bergsskogar från nordöstra Indien till Vietnam. Tidigare kategoriserades den som en del av Pomatorhinus ferruginosus, men urskiljs som egen art. Beståndet anses vara livskraftigt.

## Utseende och läte
Brunkronad sabeltimalia är en stor timalia med för släktet karakteristiskt böjd näbb. Den har varmt rostbrun ovansida, vit strupe som övergår i beigefärgad undersida, en vitkantad svart ögonmask och en lysande röd näbb. Bland lätena hörs olika grova och sträva ljud, tjattrade läten och mjukare, mer gyllingaktika toner.

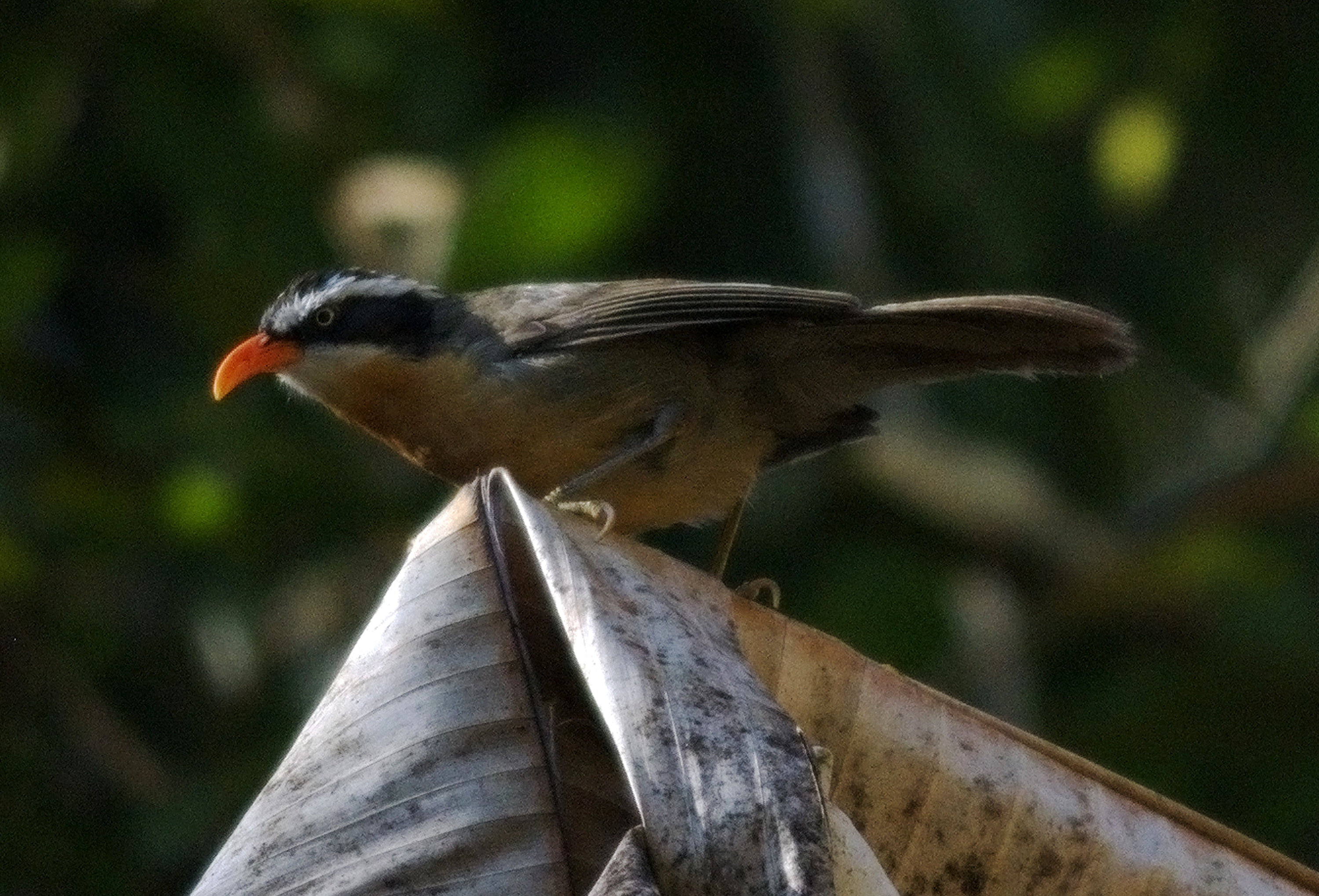

Arten kan misstas liknande orangenäbbad sabeltimalia, men brunkronad sabeltimalia har kraftigare näbb och ljusbeige snarare än vitt bröst. Än mer lik är den svartkronad sabeltimalia som den tidigare behandlades som en del av. Den har dock just brun eller gråbrun hjässa snarare än svart, saknar rostfärgade spetsiga fjädrar över tygeln, har ljusare och mer beige undersida snarare än roströd samt avvikande läten.

## Utbredning och systematik
Fågeln delas in i sex underarter med följande utbredning:
- Pomatorhinus phayrei phayrei – Mizoram (nordöstra Indien) samt västra och sydvästra Myanmar
- Pomatorhinus phayrei stanfordi – östra Arunachal Pradesh, norra Burma och södra Kina (västra Yunnan)
- Pomatorhinus phayrei formosus – nordöstra Indien (Meghalaya österut till Nagaland och Manipur)
- Pomatorhinus phayrei albogularis – södra och sydöstra Burma (inklusive norra och centrala Tenasserim), nordvästra och västra Thailand samt nordvästra Laos
- Pomatorhinus phayrei orientalis – södra Kina (sydöstra Yunnan), nordöstra Laos och norra Vietnam (Tonkin, norra Annam)
- Pomatorhinus phayrei dickinsoni – södra Laos och Vietnam (centrala Annam)

Underarten formosus inkluderas ofta i phayrei. De tre sista underarterna utgör möjligen en egen art, "vitstrupig sabeltimalia".

### Artstatus
Den kategoriserades tidigare som en del av korallnäbbad sabeltimalia (Pomatorhinus ferruginosus, numera svartkronad sabeltimalia), men urskildes 2016 som egen art av Birdlife International, 2022 av tongivande eBird/Clements och 2023 av International Ornithological Congress baserat på på avvikande utseende och läten samt genetiska skillnader som visar att arterna skildes åt för ungefär tre miljoner år sedan.

## Levnadssätt
Brunkronad sabeltimalia hittas i bergsbelägen regnskog och snåriga skogsbryn. Den ses födosöka aktivt i täta mellersta skikt, ibland som en del av kringvandrande artblandade flockar, och kan då vara svår att få syn på. Ibland rör den sig ner mot marken för att leta runt efter föda bland torra löv.

## Status och hot
Arten har ett stort utbredningsområde, men tros minska i antal, dock inte tillräckligt kraftigt för att den ska betraktas som hotad. Internationella naturvårdsunionen IUCN listar arten som livskraftig (LC).